# حفل توزيع جوائز الغولدن غلوب الستون

## الفائزين والمرشحين

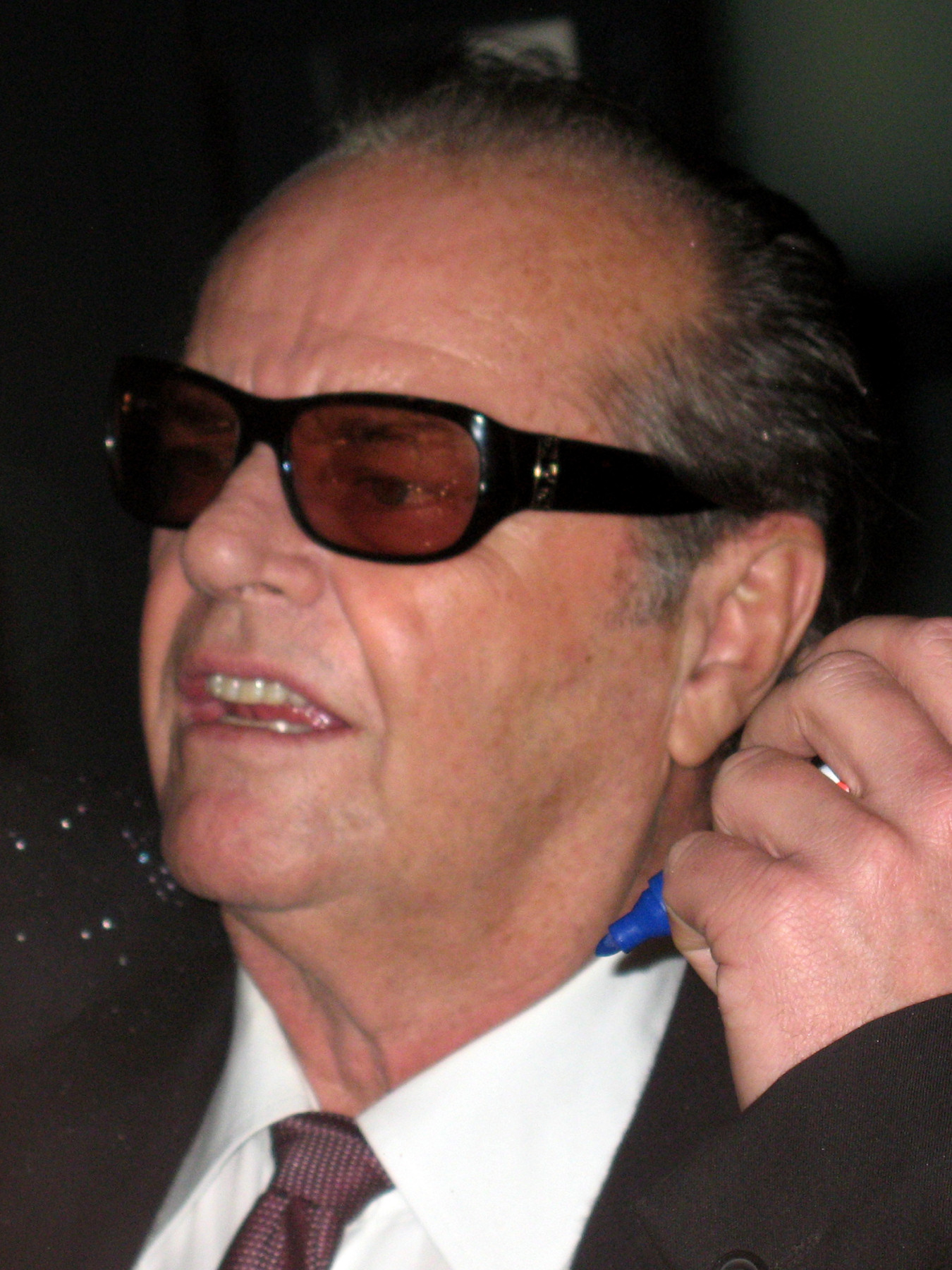
جاك نيكلسون، أفضل ممثل في فيلم – دراما

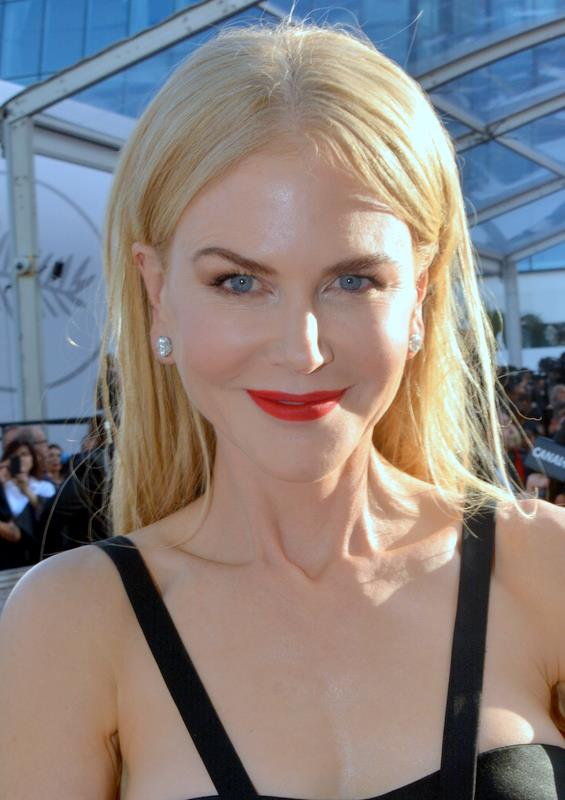
نيكول كيدمان، أفضل ممثلة في فيلم – دراما

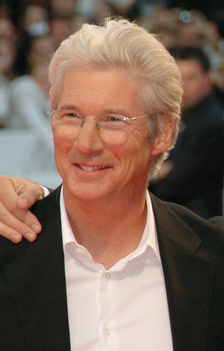
ريتشارد جير، أفضل ممثل في فيلم – موسيقي أو كوميدي

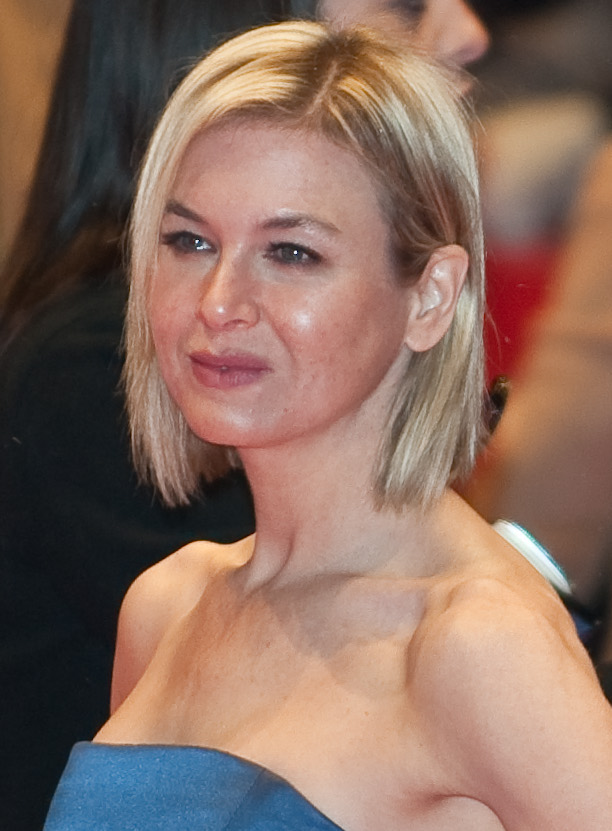
رينيه زيلويغر، أفضل ممثلة في فيلم – موسيقي أو كوميدي

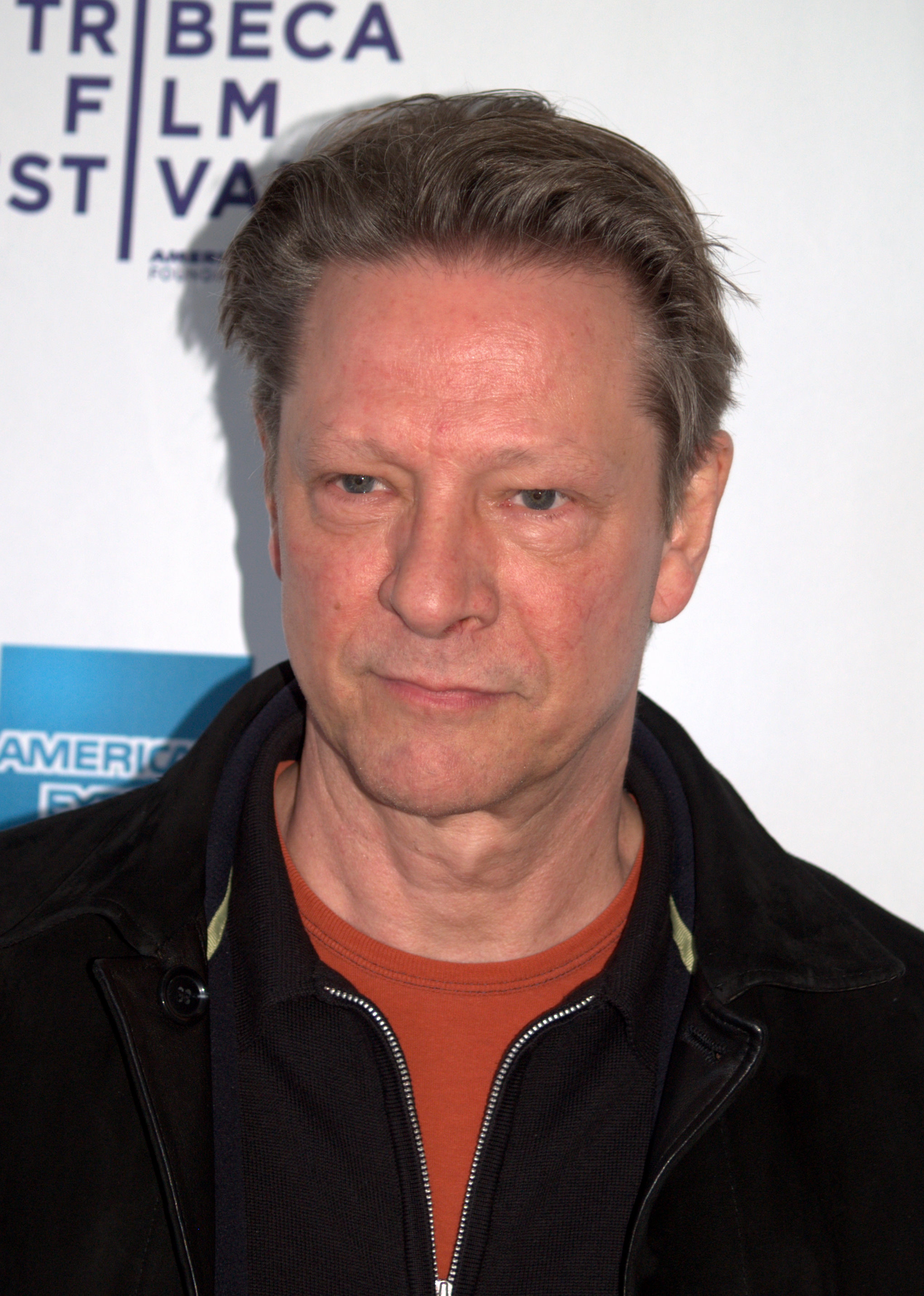
كريس كوبر، أفضل ممثل مساعد

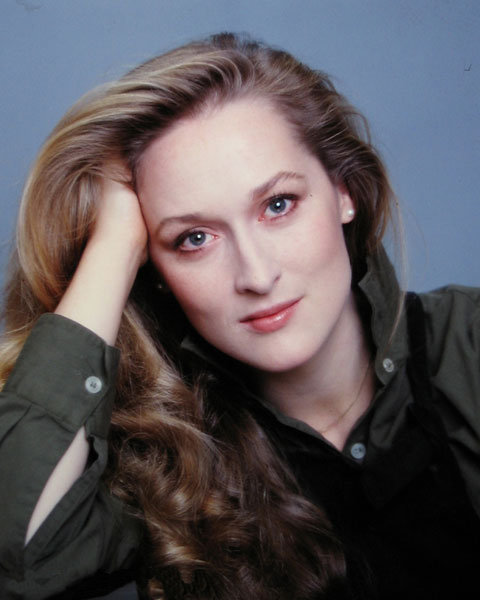
ميريل ستريب، أفضل ممثلة مساعدة

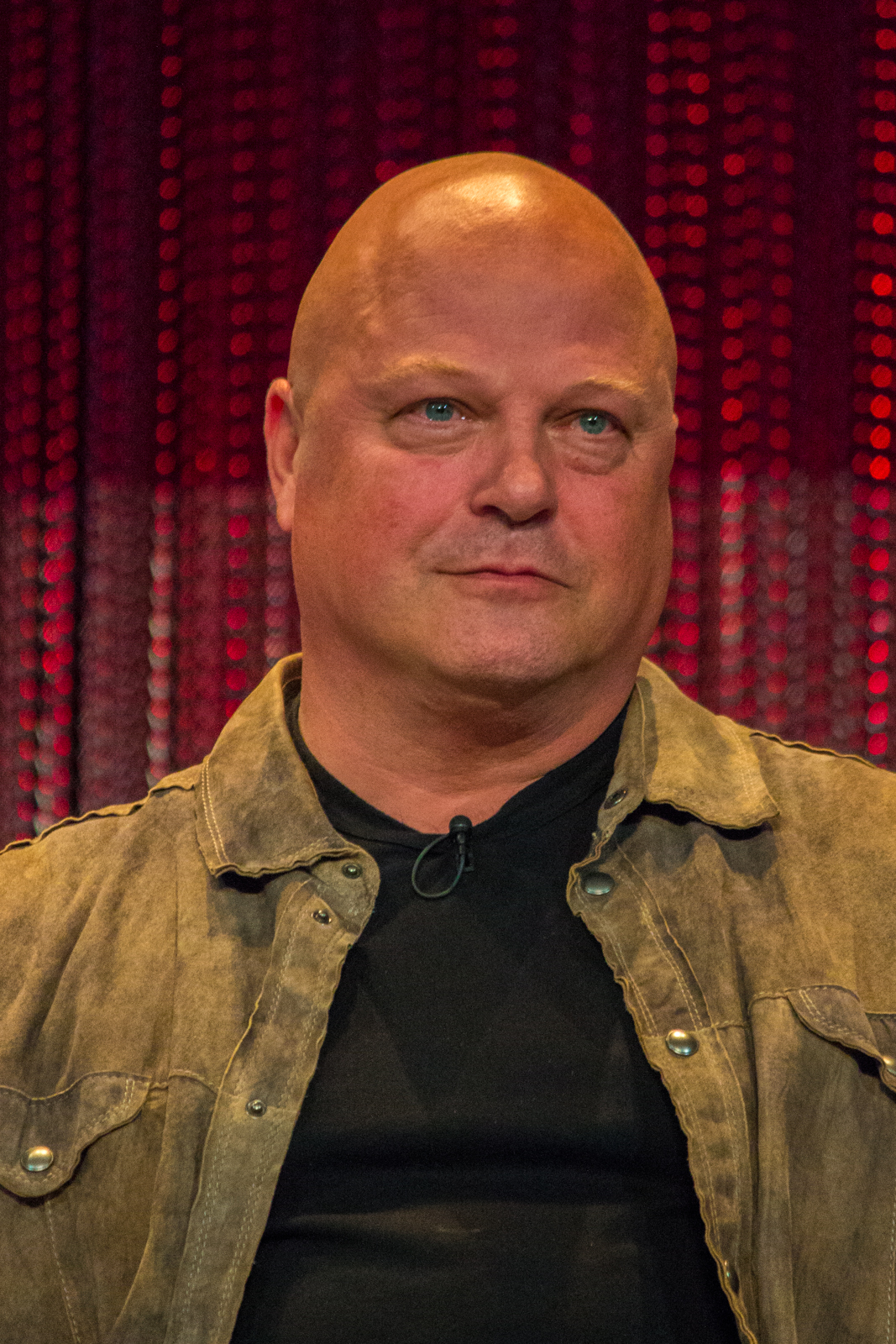
مايكل تشيكلس، أفضل ممثل في مسلسل – دراما

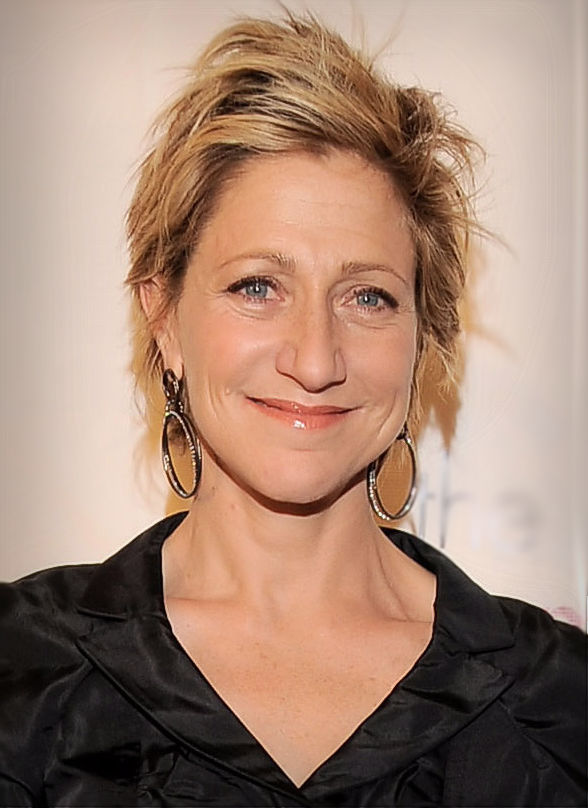
إدي فالكو، أفضل ممثلة في مسلسل – دراما

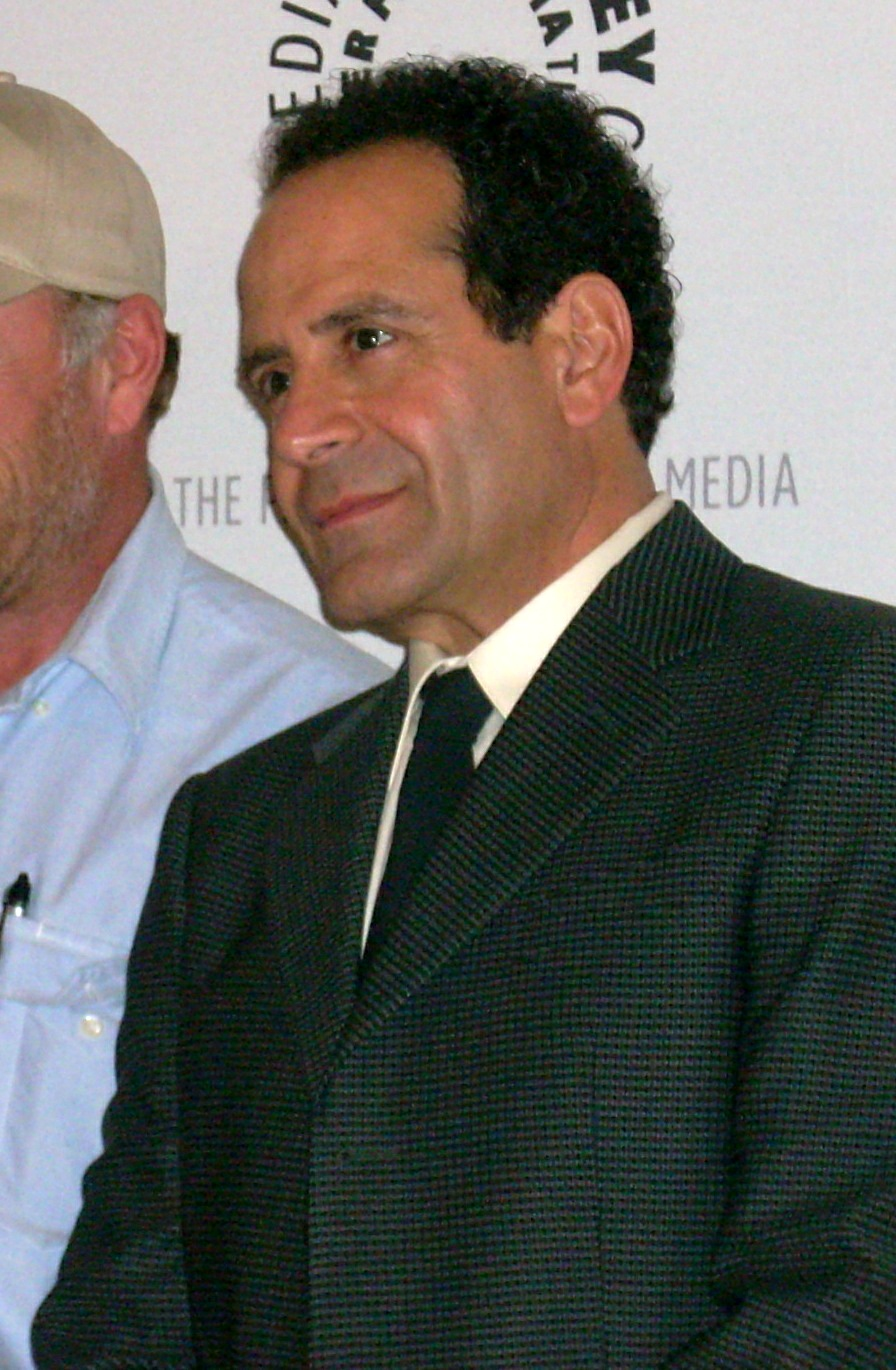
توني شلهوب، أفضل ممثل في مسلسل – موسيقي أو كوميدي

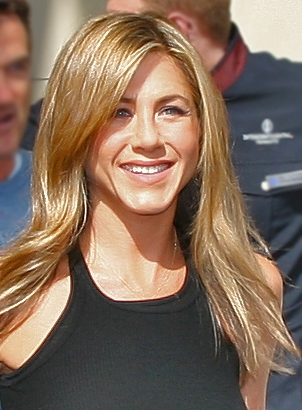
جينيفر أنيستون، أفضل ممثلة في مسلسل – موسيقي أو كوميدي

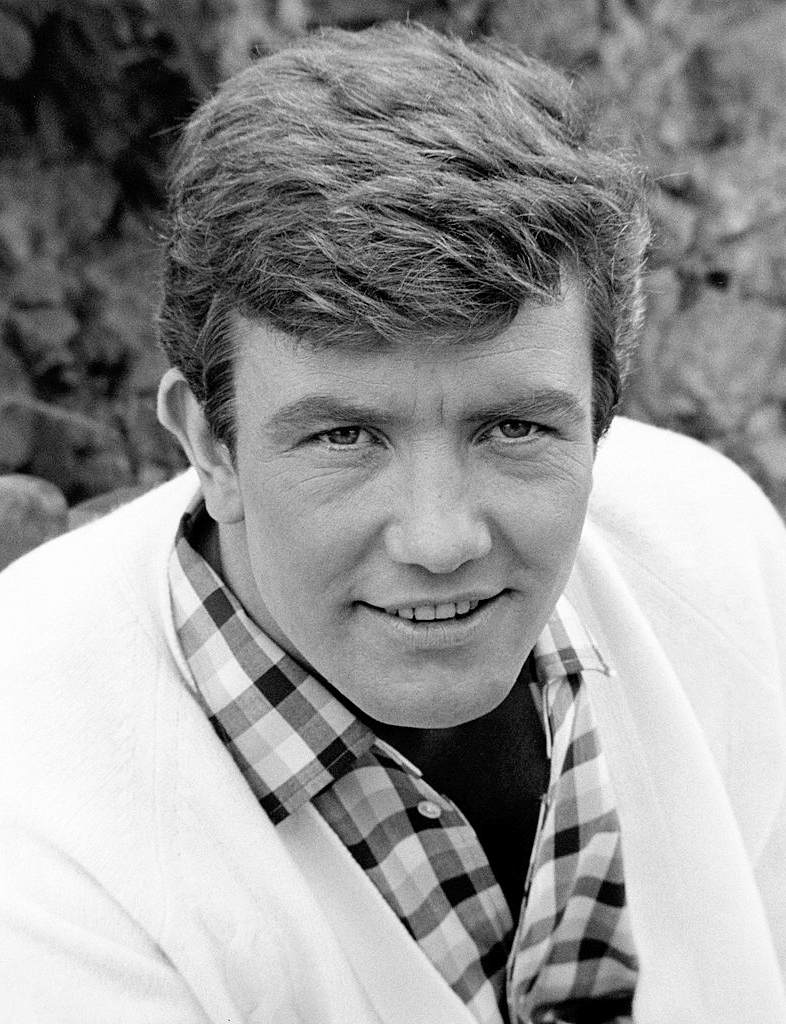
ألبرت فيني، أفضل ممثل في مسلسل قصير أو فيلم تلفزيوني

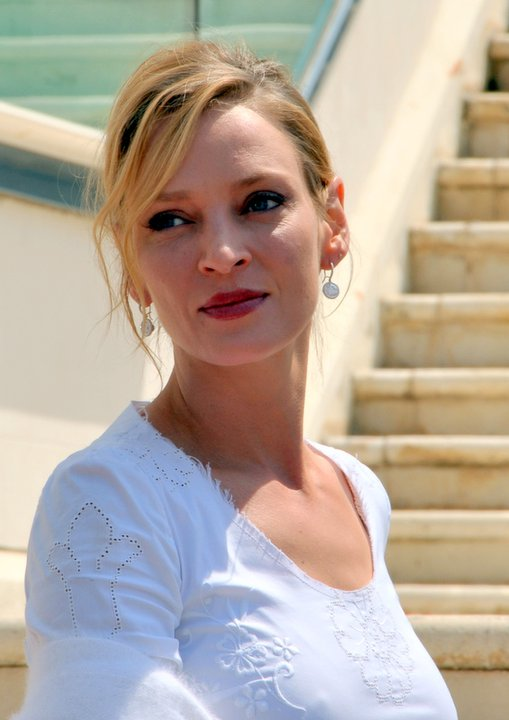
أوما ثورمان، أفضل ممثلة في مسلسل قصير أو فيلم تلفزيوني

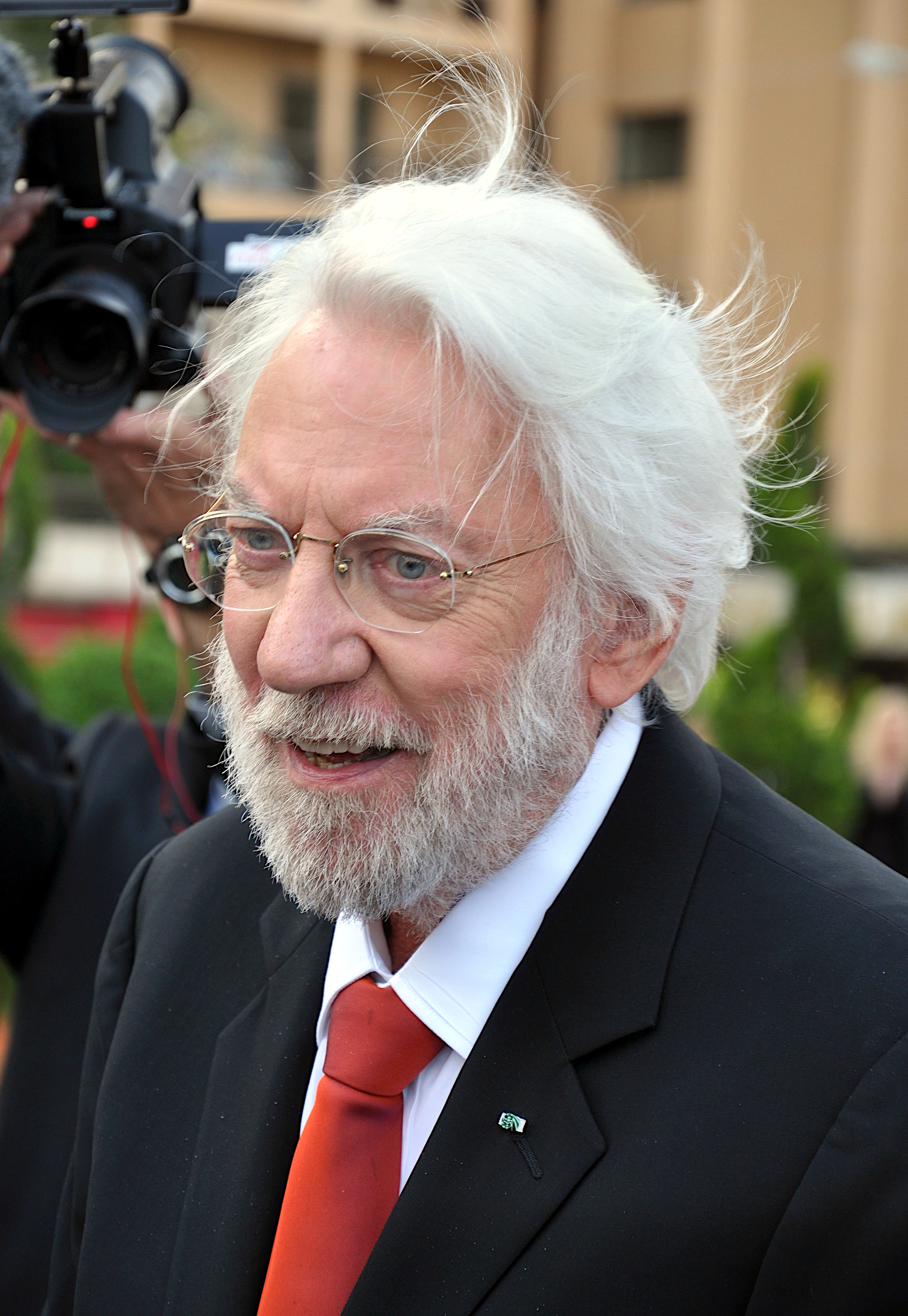
دونالد سثرلاند، أفضل ممثل مساعد في مسلسل قصير أو فيلم تلفزيوني

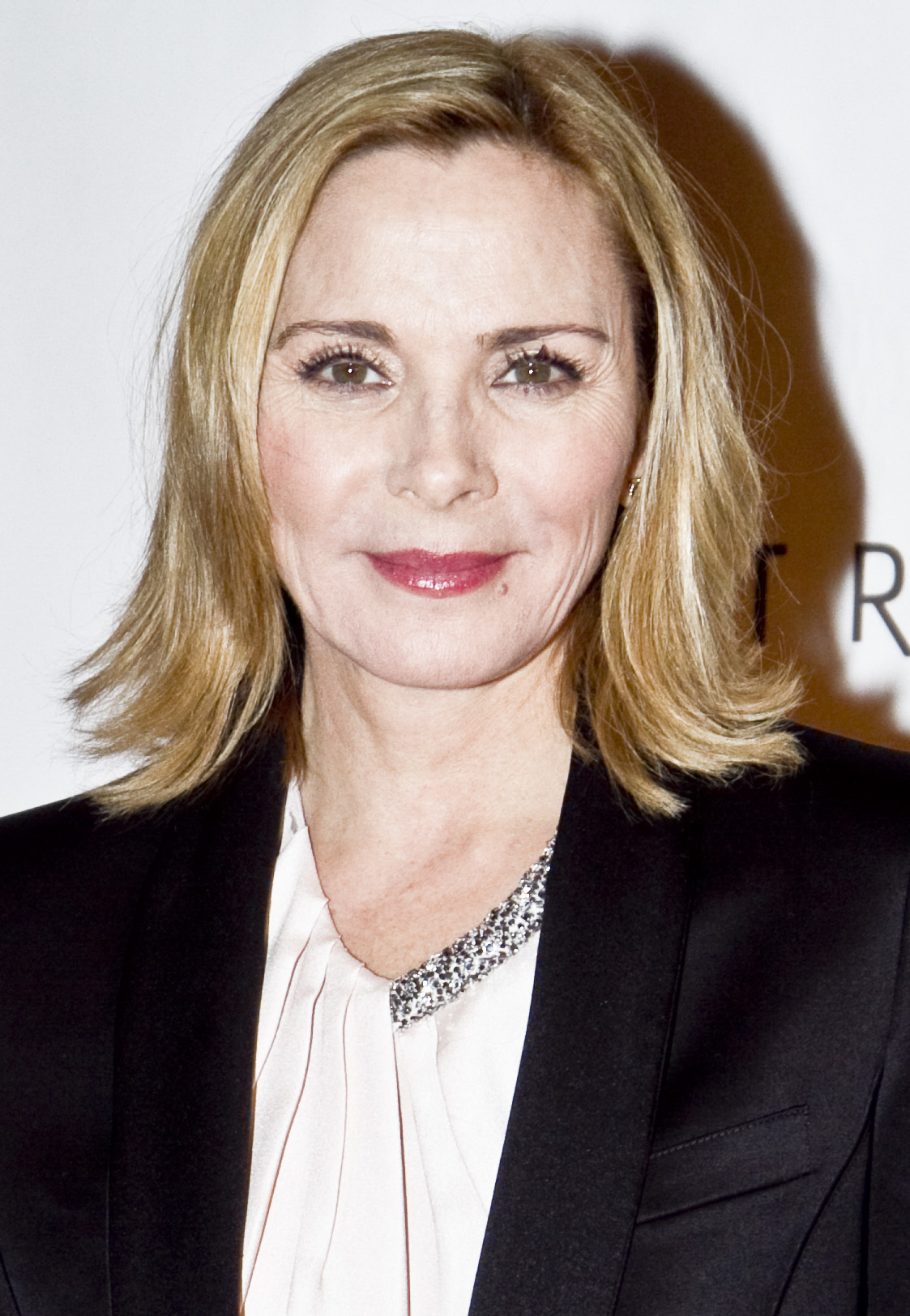
كيم كاترال، أفضل ممثلة مساعدة في مسلسل قصير أو فيلم تلفزيوني

فيما يلي الفائزين والمرشحين لجوائز الغولدن غلوب الستون. أسماء الفائزين واردة في الجزء العلوي من كل قائمة بخط غليض.

### الأفلام
| أفضل فيلم | أفضل فيلم |
| دراما | موسيقي أو كوميدي |
| --- | --- |
| - الساعات - عن شميدت - عصابات نيويورك - سيد الخواتم: البرجان - عازف البيانو | - شيكاغو - عن ولد - التكيف - ماي بيغ فات غريك ويدنغ - نيكولاس نيكلبي [الإنجليزية] |
| أفضل أداء في فيلم – دراما | |
| ممثل | ممثلة |
| - جاك نيكلسون – عن شميدت بدور وارن آر. شميت - أدريان برودي – عازف البيانو بدور فلاديسلاف شبيلمان - مايكل كين – ذا كوايت أميركان بدور توماس فاولر - دانيال دي لويس – عصابات نيويورك بدور ويليام"بيل الجزائر" كاتينغ - ليوناردو دي كابريو – أمسكني لو استطعت بدور فرانك أباغنيل | - نيكول كيدمان – الساعات بدور فرجينيا وولف - سلمى حايك – فريدا بدور فريدا كاهلو - دايان لاين – الخائنة بدور كونستانس "كوني" سمنر - جوليان مور – بعيدا عن الجنة بدور كاثي ويتاكر - ميريل ستريب – الساعات بدور كلاريسا فوغان                                |
| أفضل أداء في فيلم – موسيقي أو كوميدي | |
| ممثل | ممثلة |
| - ريتشارد جير – شيكاغو بدور بيلي فلين - نيكولاس كيج – التكيف بدور تشارلي كوفمان - كيران كولكين – Igby Goes Down بدور جيسون "إيغبي" سلوكومب، جونيور. - هيو غرانت – عن ولد بدور ويل فريمان - آدم ساندلر – حب مترنح بدور باري إيغان                                              | - رينيه زيلويغر – شيكاغو بدور روكسي هارت - ماغي جيلنهال – السكرتيرة [الإنجليزية] بدور لي هولواي - غولدي هاون – الأخوات بانغر بدور سوزيت - نيا فاردالوس – ماي بيغ فات غريك ويدنغ بدور فوتولا "تولا" بورتوكالوس - كاثرين زيتا جونز – شيكاغو بدور فيلما كيلي |
| أفضل أداء دور مساعد في فيلم | |
| ممثل مساعد | ممثلة مساعدة |
| - كريس كوبر – التكيف بدور جون لاروش - إد هاريس – الساعات بدور ريتشارد "ريتشي" براون - بول نيومان – الطريق إلى الهلاك بدور جون روني - دينيس كويد – بعيدا عن الجنة بدور فرانك ويتاكر - جون ك. رايلي – شيكاغو بدور آموس هارت                                                     | - ميريل ستريب – التكيف بدور سوزان اورليان - كاثي بيتس – عن شميدت بدور روبرتا هيرتزل - كاميرون دياز – عصابات نيويورك بدور جيني ايفردين - كوين لطيفة – شيكاغو بدور ماترون "ماما" مورتون - سوزان سارندون – Igby Goes Down بدور ميمي سلكومب                   |
| أفضل مخرج | أفضل سيناريو |
| - مارتن سكورسيزي – عصابات نيويورك - ستيفن دالدري – الساعات - بيتر جاكسون – سيد الخواتم: البرجان - سبايك جونز – التكيف - روب مارشال – شيكاغو - ألكسندر باين – عن شميدت | - ألكسندر باين، جيم تايلر – عن شميدت - تشارلي كوفمان، التكيف – التكيف - بيل كوندون – شيكاغو - تود هينز – بعيدا عن الجنة - ديفيد هير – الساعات |
| أفضل موسيقى تصويرية أصلية | أفضل أغنية أصلية |
| - إليوت غولدنثال – فريدا - تيرينس بلانشارد (ملحن) – الساعة 25 - إلمر بيرنشتاين – بعيدا عن الجنة - فيليب غلاس – الساعات - بيتر غابرييل – Rabbit-Proof Fence | - "The Hands That Built America" (يو تو) – عصابات نيويورك - "اخسر نفسك" (إمينيم) – 8 أميال - "Die Another Day" (مادونا) – مت في يوم آخر - "Here I Am" (براين آدمز) – سبيريت: حصان من سيمارون - "Father and Daughter" (بول سايمون) – فيلم عائلة ثورنبيري   |
| أفضل فيلم بلغة أجنبية | |
| - الحديث معها (إسبانيا) - Balzac and the Little Chinese Seamstress (فرنسا) - مدينة الرب (البرازيل) - The Crime of Father Amaro (المكسيك) - Hero (الصين) - اللامكان في إفريقيا (ألمانيا)                                                                                       | |

### المسلسلات
| أفضل مسلسل | أفضل مسلسل |
| دراما | موسيقي أو كوميدي |
| --- | --- |
| - الدرع - 24 - ستة أقدام تحت الأرض - آل سوبرانو - الجناح الغربي | - اكبح حماسك - فريندز - الجنس والمدينة - ذا سيمبسونز - ويل وغريس |
| أفضل أداء في مسلسل – دراما | |
| ممثل | ممثلة |
| - مايكل تشيكلس – الدرع بدور المحقق. فيك ماكي - جيمس غاندولفيني – آل سوبرانو بدور توني سوبرانو - بيتر كراوس – ستة أقدام تحت الأرض بدور نيت فيشر - مارتن شين – الجناح الغربي بدور جوزايا بارتلت - كيفر سثرلاند – 24 بدور جاك باور | - إدي فالكو – آل سوبرانو بدور كارميلا سوبرانو - جينيفر غارنر – إيلياس بدور سيدني بريستو - راشيل غريفيثس – ستة أقدام تحت الأرض بدور بريندا تشينويث - مارج هيلجنبرجر – سي اس آي: التحقيق في موقع الجريمة بدور كاثرين ويلوز - أليسون جاني – الجناح الغربي بدور سي. ج. كريج                              |
| أفضل أداء في مسلسل – موسيقي أو كوميدي | |
| ممثل | ممثلة |
| - توني شلهوب – مونك بدور أدريان مونك - لاري ديفيد – اكبح حماسك بدور لاري ديفيد - مات لوبلان – فريندز بدور جوي تريبياني - بيرني ماك – عرض بيرني ماك بدور بيرني مكولوغ - إيريك ماكورماك – ويل وغريس بدور ويل ترومان | - جينيفر أنيستون – فريندز بدور رايتشل غرين - بوني هنت – Life with Bonnie بدور بوني مالوي - جاين كازماريك – مالكوم في الوسط بدور لويس ويلكرسون - ديبرا ميسينغ – ويل وغريس بدور غريس أدلر - سارة جيسيكا باركر – الجنس والمدينة بدور كاري برادشو                                                        |
| أفضل أداء في مسلسل قصير أو فيلم تلفزيوني | |
| ممثل | ممثلة |
| - ألبرت فيني – العاصفة المتجمعة [الإنجليزية] بدور ونستون تشرشل - مايكل جامبون – الطريق إلى الحرب بدور ليندون جونسون - مايكل كيتون – مباشر من بغداد بدور روبرت وينر - ويليام ميسي – Door to Door بدور بيل بورتر - لينوس روش – RFK بدور روبرت كينيدي | - أوما ثورمان – هستيريا العمى بدور ديبي ميلر - هيلينا بونهام كارتر – مباشر من بغداد بدور إنغريد فورمانيك - شيرلي ماكلين – Hell on Heels: The Battle of Mary Kay بدور ماري كاي آش - هيلين ميرين – Door to Door بدور السيدة. بورتر - فانيسا رديغريف – العاصفة المتجمعة [الإنجليزية] بدور كليمنتن تشرشل |
| أفضل أداء ثانوي في مسلسل أو مسلسل قصير أو فيلم تلفزيوني | |
| ممثل مساعد | ممثلة مساعدة |
| - دونالد سثرلاند – الطريق إلى الحرب بدور كلارك كليفورد - أليك بالدوين – الطريق إلى الحرب بدور روبرت ماكنامارا - جيم برودبنت – العاصفة المتجمعة [الإنجليزية] بدور ديزموند مورتون - براين كرانستون – مالكوم في الوسط بدور هال ويلكرسون - شون هايز – ويل وغريس بدور جاك ماكفارلاند - دنيس هايسبيرت – 24 بدور ديفيد بالمر - مايكل إمبريولي – آل سوبرانو بدور كريستوفر مولتيسانتي - جون سبنسر (ممثل) – الجناح الغربي بدور ليو ماغاري - برادلي ويتفورد – الجناح الغربي بدور جوش لايمان | - كيم كاترال – الجنس والمدينة بدور سامانثا جونز - ميغان مولالي – ويل وغريس بدور كارين ووكر - سينثيا نيكسون – الجنس والمدينة بدور ميراندا هوبز - باركر بوزي – Hell on Heels: The Battle of Mary Kay بدور جينجر هيث - جينا رولاندز – هستيريا العمى بدور فيرجينيا ميلر                                  |
| أفضل مسلسل قصير أو فيلم تلفزيوني | |
| - العاصفة المتجمعة [الإنجليزية] - مباشر من بغداد - الطريق إلى الحرب - Shackleton - Taken | |

## توزيع الجوائز

### الأكثر ترشيحًا

#### الأفلام
الأفلام الـ10 التالية تلّقت عدّة ترشيحات:
| الترشيحات | الفيلم                 |
| --------- | ---------------------- |
| 8         | شيكاغو                 |
| 7         | الساعات                |
| 6         | التكيف                 |
| 5         | عصابات نيويورك         |
| 3         | بعيدا عن الجنة         |
| 2         | فريدا                  |
| 2         | سيد الخواتم: البرجان   |
| 2         | عازف البيانو           |
| 2         | ماي بيغ فات غريك ويدنغ |
| 2         | Igby Goes Down         |

#### المسلسلات
المسلسلات الـ8 التالية تلّقت عدّة ترشيحات:
| الترشيحات | المسلسل                       |
| --------- | ----------------------------- |
| 4         | العاصفة المتجمعة [الإنجليزية] |
| 4         | الطريق إلى الحرب              |
| 4         | الجنس والمدينة                |
| 4         | آل سوبرانو                    |
| 3         | Friends                       |
| 2         | الدرع                         |
| 2         | اكبح حماسك                    |
| 2         | Hysterical Blindness          |

### الأكثر فوزاً

#### الأفلام
حصلت الأفلام التالية على أكثر من جائزتين:
| عدد الجوائز | الفيلم         |
| ----------- | -------------- |
| 3           | شيكاغو         |
| 2           | عن شميدت       |
| 2           | عصابات نيويورك |
| 2           | التكيف         |
| 2           | الساعات        |

#### المسلسلات
حصلت المسلسلات التالية على أكثر من جائزتين:
| عدد الجوائز | المسلسل                       |
| ----------- | ----------------------------- |
| 2           | الدرع                         |
| 2           | العاصفة المتجمعة [الإنجليزية] |